# Allodaposuchus

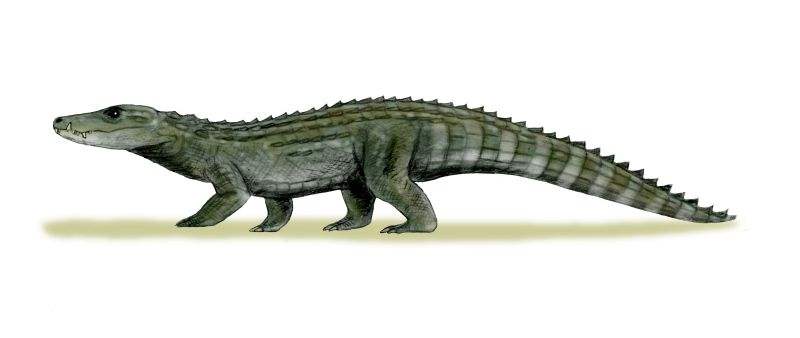
Реконструкція

Allodaposuchus — вимерлий рід крокодилоподібних, що жив на території сучасної південної Європи під час кампанського та маастрихтського періодів пізньої крейди. Хоча зазвичай класифікується як некрокодиловий євсухієвий крокодиломорф, іноді його вважають одним із найперших справжніх крокодилів. Allodaposuchus — один із найпоширеніших крокодиломорфів пізньої крейди в Європі, скам’янілості якого відомі в Румунії, Іспанії та Франції.
Як і багато інших крейдяних крокодиломорфів, аллодапозух має відносно невеликий розмір тіла порівняно з живими крокодилами. Найбільший відомий екземпляр Allodaposuchus належить особині, яка, ймовірно, була близько 3 метрів. Хоча форма варіюється між видами, загалом аллодапозух має короткий, сплощений та округлий череп. Allodaposuchus precedens має бревіростринний або «короткомордий» череп із мордою приблизно такої ж довжини, що й черепна коробка (область черепа позаду очних западин), а A. subjuniperus має мезоростринний або «середньомордий» череп. Головною особливістю, яка відрізняє види Allodaposuchus від інших споріднених крокодиломорфів, є орієнтація канавки на задній частині черепа, яка називається краніоквадратним проходом; на відміну від черепно-квадратних ходів інших крокодиломорфів, які видно лише на задній частині черепа, черепно-квадратний хід Allodaposuchus видно, якщо дивитися на череп збоку. Принаймні один вид Allodaposuchus, A. hulki, міг мати пристосування, які дозволили б йому жити на суші протягом тривалого періоду часу. Тому A. hulki, можливо, проводив більшу частину часу поза водою, подорожуючи між ставками в пошуках їжі.